# Будинок на вулиці Жилянській, 96
Будинок на вулиці Жилянській, 96 — будинок на вулиці Жилянській у місті Києві. В ньому проживав Саксаганський Панас Карпович.

## Опис
Чотириповерховий, цегляний, Г-подібний житловий будинок, який пофарбовано у два кольори, з цокольним поверхом і приямками з боку вулиці. Віконні прорізи третього поверху мають аркове завершення. Головний фасад зі складним малюнком балконних огорож оздоблено візерунчастою цегляною кладкою.

## Відомі мешканці
У 1912-40 рр. в будинку жив Саксаганський Панас Карпович (Тобілевич, 1859-1939) — актор і режисер, театрально-громадський діяч. 1963 на фасаді йому встановлено мармурову меморіальну дошку, яку 1972 замінено бронзовою. Дошка була викрадена у 2018 році.

## Галерея

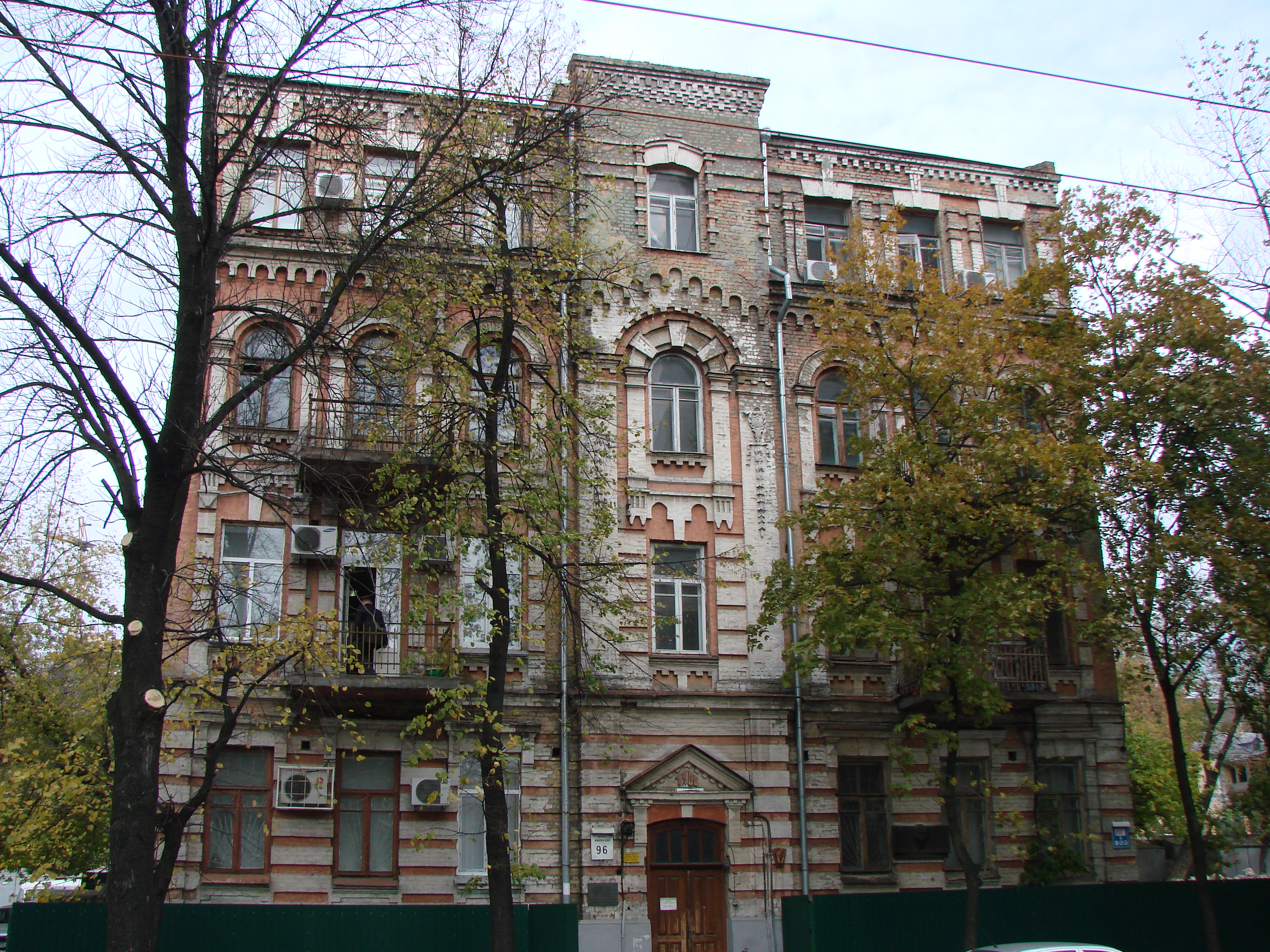
Загальний вигляд
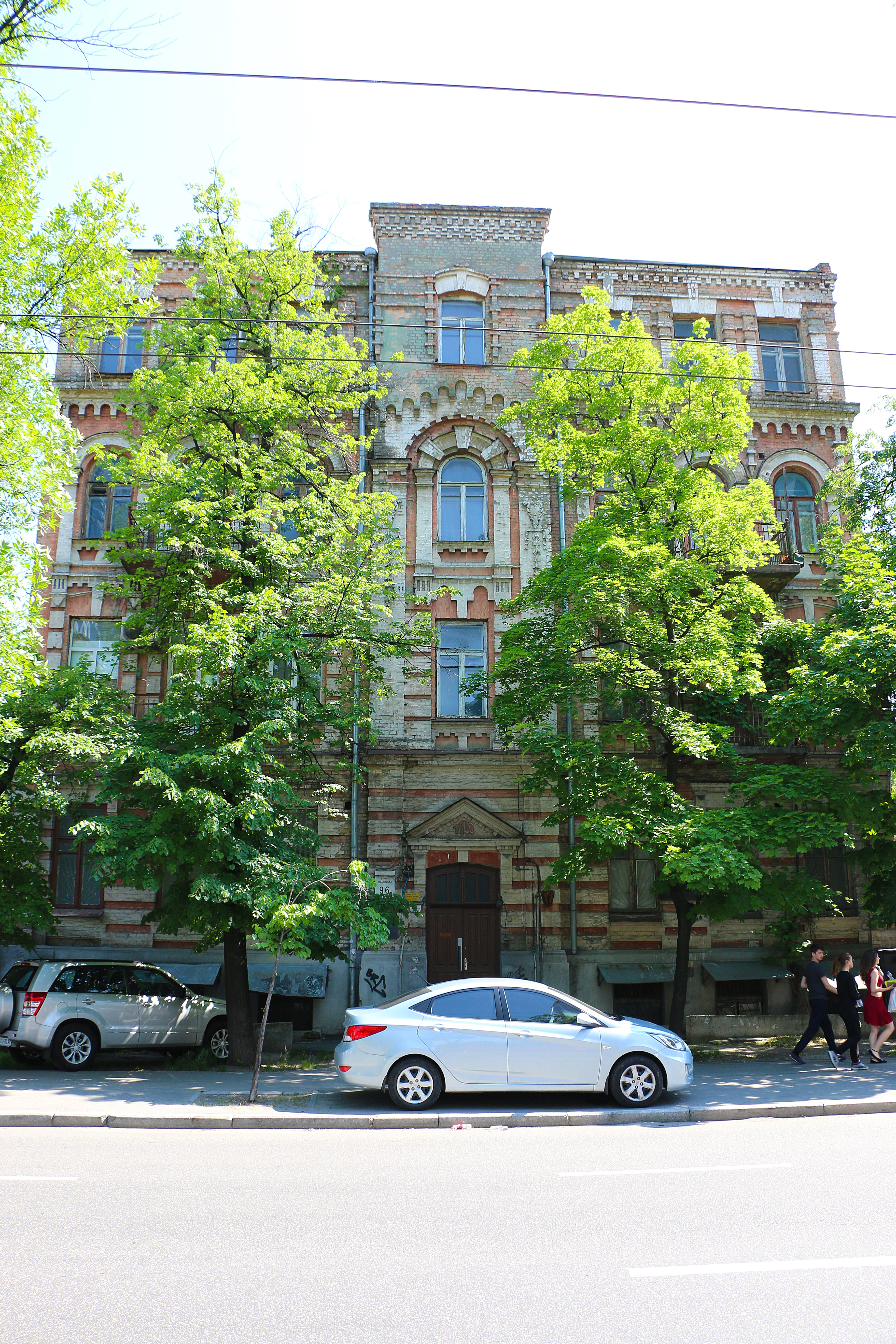
Загальний вигляд влітку
На честь П. К. Саксаганського. Вкрадено 2018 року